# Francesc Ramírez
Francesc Xavier Ramírez Palomo (* 7. September 1976) ist ein andorranischer Fußballspieler.
Palomo spielt aktuell für den FC Rànger’s aus Andorra. Weitere Stationen in Andorra waren der CE Principat und der UE Sant Julià. In Spanien spielte er zwei Jahre lang beim unterklassigen FC Andorra. In der Nationalmannschaft Andorras wurde er 32-mal eingesetzt.